# 1948年夏季奥林匹克运动会哥伦比亚代表团
1948年夏季奥林匹克运动会哥伦比亚代表团是哥伦比亚派出的1948年夏季奥林匹克运动会代表团。